# Obereuerheim
Obereuerheim ist ein Gemeindeteil der Gemeinde Grettstadt im unterfränkischen Landkreis Schweinfurt in Bayern.

## Geographische Lage
Das Pfarrdorf Obereuerheim liegt nordöstlich von Grettstadt. Nördlich des Ortes verläuft in Ost-West-Richtung der Abschnitt der Bundesautobahn 70 zwischen den Ausfahrten 9 Schonungen und 10 Haßfurt. Die durch Obereuerheim führende Staatsstraße 2277 führt nordwärts nach Untereuerheim und südostwärts nach Pusselsheim. Von Obereuerheim aus führt die Kreisstraße SW 54 nach Dürrfeld.

## Geschichte
Eine mögliche Ersterwähnung von Obereuerheim als "Uraheim" findet sich in Klösterbüchern des Klosters Fulda sowie des Würzburger Klosters St. Stephan. Die erste sichere Erwähnung des Ortes erfolgte im Jahr 1152 in einer Würzburger Urkunde.
Bis 1403 war Obereuerheim im Besitz eines Ritter Heinrich Kötner. Im Jahr 1403 ging Obereuerheim an Hans von Heßberg, im Jahr 1492 an die Herren von Bibra. Unter Georg Christoph von Bibra begannen im Jahr 1571 die Bauarbeiten am heutigen Schloss in Obereuerheim, dem Schloss Euerburg.
Nachdem der Ort ab 1696 in den Besitz der Grafen von Schönborn gegangen war, wurde im Jahr 1755 unter Architekt Johann Georg Neßtfell die bereits 1453 entstandene Pfarrkirche erweitert.
Im Jahr 1880 schließlich ging Obereuerheim an die Herren von und zu Heßberg.
Am 1. Mai 1978 wurde Obereuerheim im Rahmen der Gebietsreform in Bayern Gemeindeteil von Grettstadt.

## Baudenkmäler
- St. Laurentius (Obereuerheim)

## Persönlichkeiten
- Johann Bernhard Kamm (1736–1816), Bildhauer des Rokoko